# جيمس هارفي (كهنوت)
جيمس هارفي (بالإنجليزية: James Michael Harvey)‏ (و. 1949  م) هو كهنوت، من الولايات المتحدة، ولد في ميلواكي، ويسكنسن.

## مناصب
تولى منصب رئيس الاساقفة، كنيسة القديس بولس خارج الأسوار (منذ 23 نوفمبر 2011)، والكاردينال، وأسقف كاثوليكي.

## التعليم
تعلم في الأكاديمية الكنسية البابوية ‏.

## جوائز
حصل على جوائز منها:
- قائد الصليب من وسام استحقاق جمهورية ألمانيا الاتحادية (2008)
- وسام الصليب الأعظم لإيزابيلا الكاثوليكية (1999)
- Knight Grand Cross in the Order of the Holy Sepulchre ‏ (1999).